# Sipalolasma kissi
Sipalolasma kissi is een spinnensoort uit de familie Barychelidae. De soort komt voor in Congo.